# 26205 Kuratowski
26205 Kuratowski è un asteroide della fascia principale. Scoperto nel 1997, presenta un'orbita caratterizzata da un semiasse maggiore pari a 2,5627698 UA e da un'eccentricità di 0,1496768, inclinata di 15,75196° rispetto all'eclittica.